# Verbena bracteata
Verbena bracteata es una especie de planta fanerógama de la familia de las verbenáceas.

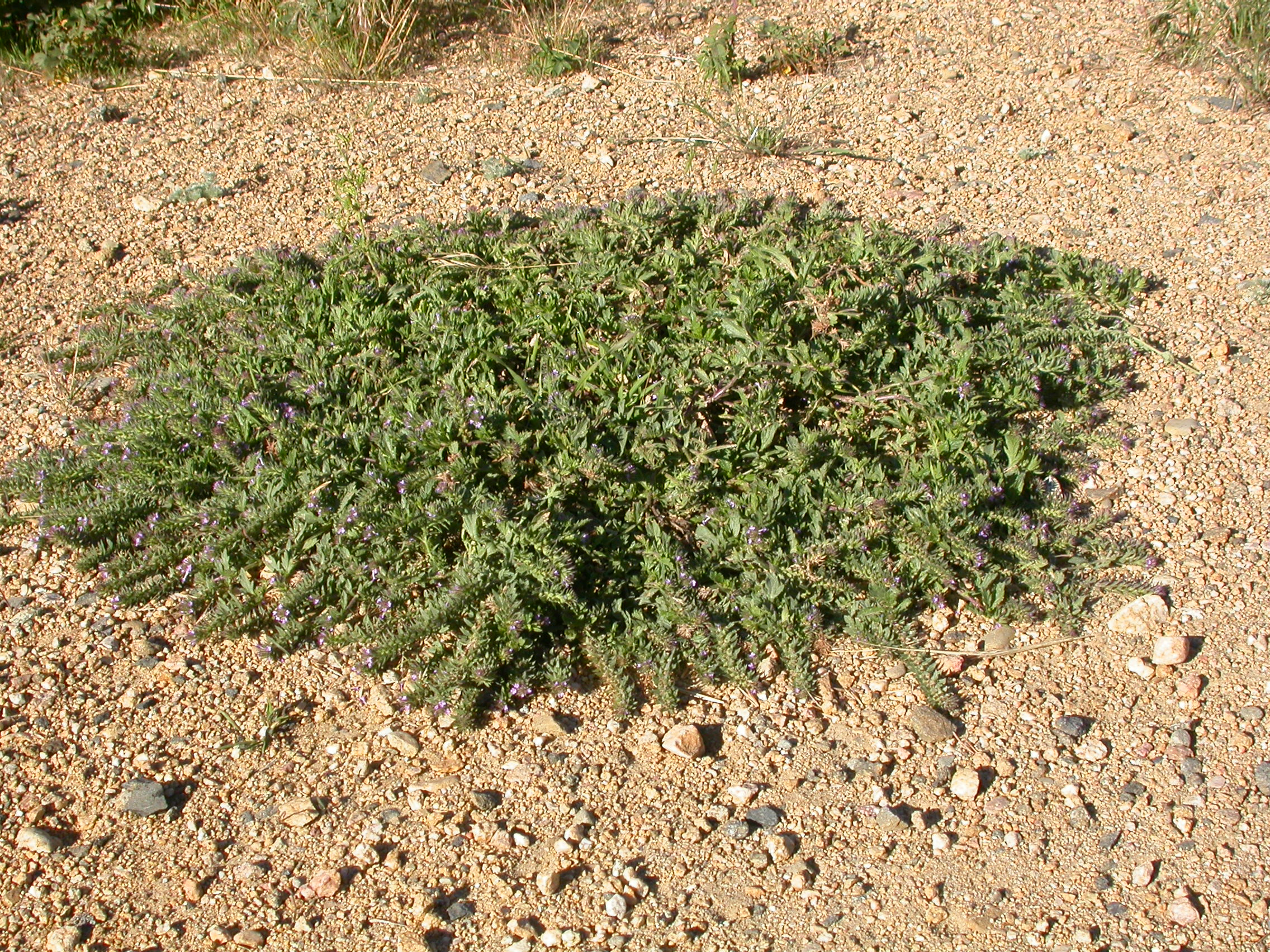
Vista de la planta

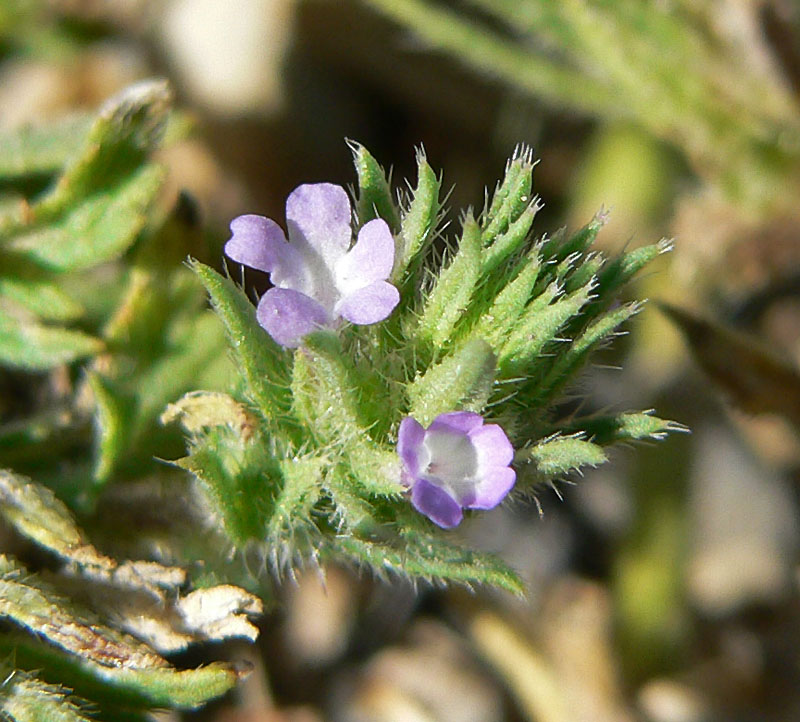
Flor

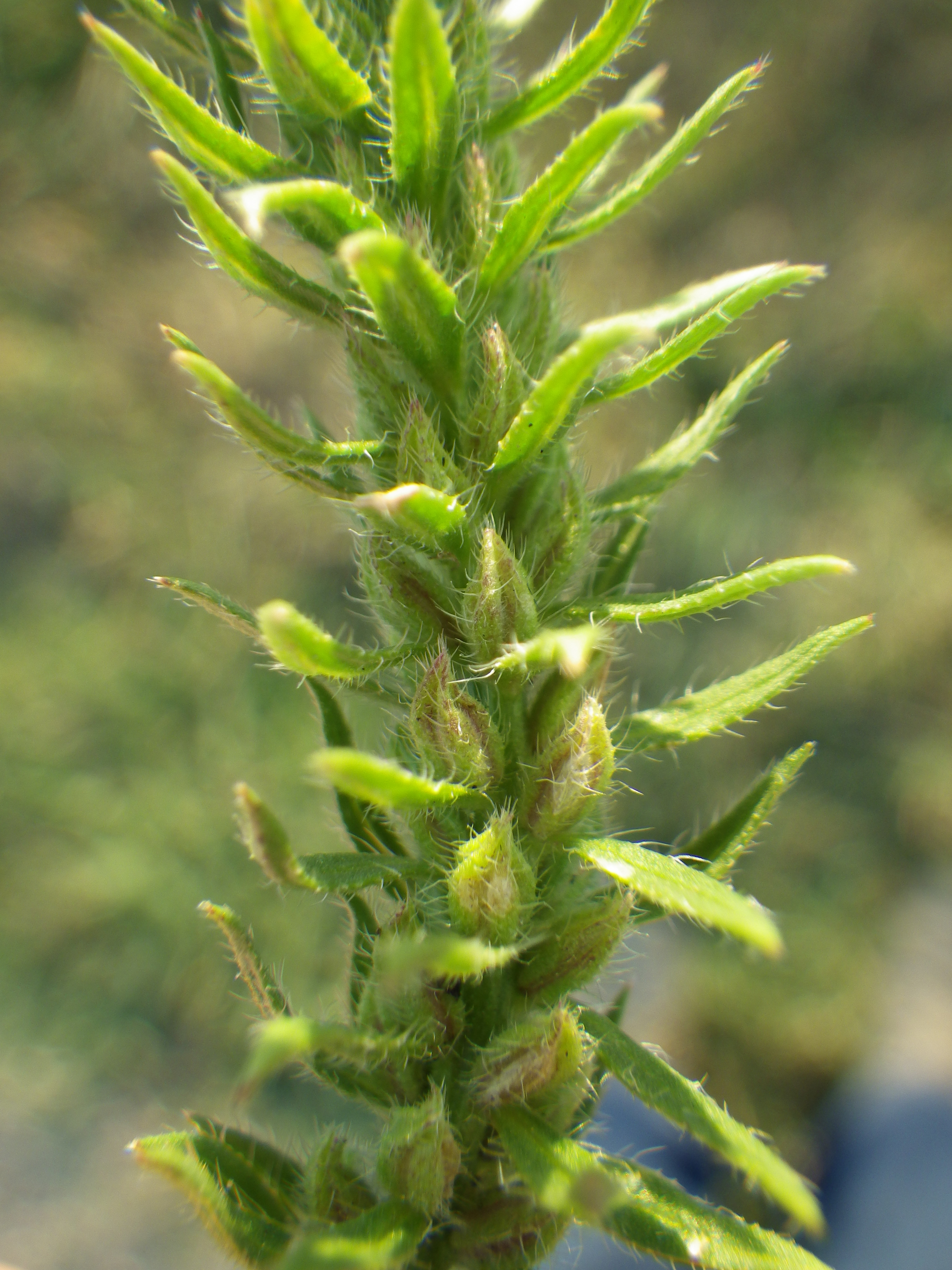
Detalle de las hojas

## Distribución y hábitat
Es originaria de América del Norte donde está muy extendida, aunque se producen en todo el continente a excepción del norte de Canadá y el sur de México. Ocurre en muchos tipos de hábitat, especialmente las áreas perturbadas, donde crece como una maleza común; que normalmente florece entre los meses de mayo y octubre.

## Descripción
Es una hierba anual o bienal produce varios tallos peludos de hasta 30 centímetros de largo formando una alfombra baja en el suelo. Las hojas son peludas dentadas o lobuladas. La inflorescencia es una espiga de flores que es densa, con largas y puntiagudas brácteas, semejantes a hojas, cada una de un máximo de 8 milímetros de largo. Cada flor tubular espequeña de alrededor de medio centímetro de ancho y de color blanco pálido o púrpura.

## Taxonomía
Verbena bracteata fue descrita por Cav. ex Lag. & Rodr. y publicado en Anales de Ciencias Naturales 4(12): 260–261. 1801.
Etimología
Verbena: nombre genérico que es un antiguo nombre latíno de la verbena común europea.
bracteata: epíteto latíno que significa "con brácteas"
Sinonimia
- Verbena bracteata f. albiflora (Cockerell) Moldenke
- Verbena bracteata f. brevibracteata (A.Gray) Moldenke
- Verbena bracteata f. imbricata (Wooton & Standl.) Moldenke
- Verbena bracteosa Michx.
- Verbena bracteosa var. albiflora Cockerell
- Verbena bracteosa var. brevibracteata A.Gray
- Verbena brevibracteata (A.Gray) Eggert
- Verbena canescens Chapm.
- Verbena confinis Greene
- Verbena imbricata Wooton & Standl.
- Verbena prostrata Savi
- Verbena repens Spreng. ex Steud.
- Verbena rudis Greene
- Verbena squarrosa Roth
- Verbena subuligera Greene
- Zappania bracteosa (Michx.) Poir.[5]